# Otomaco

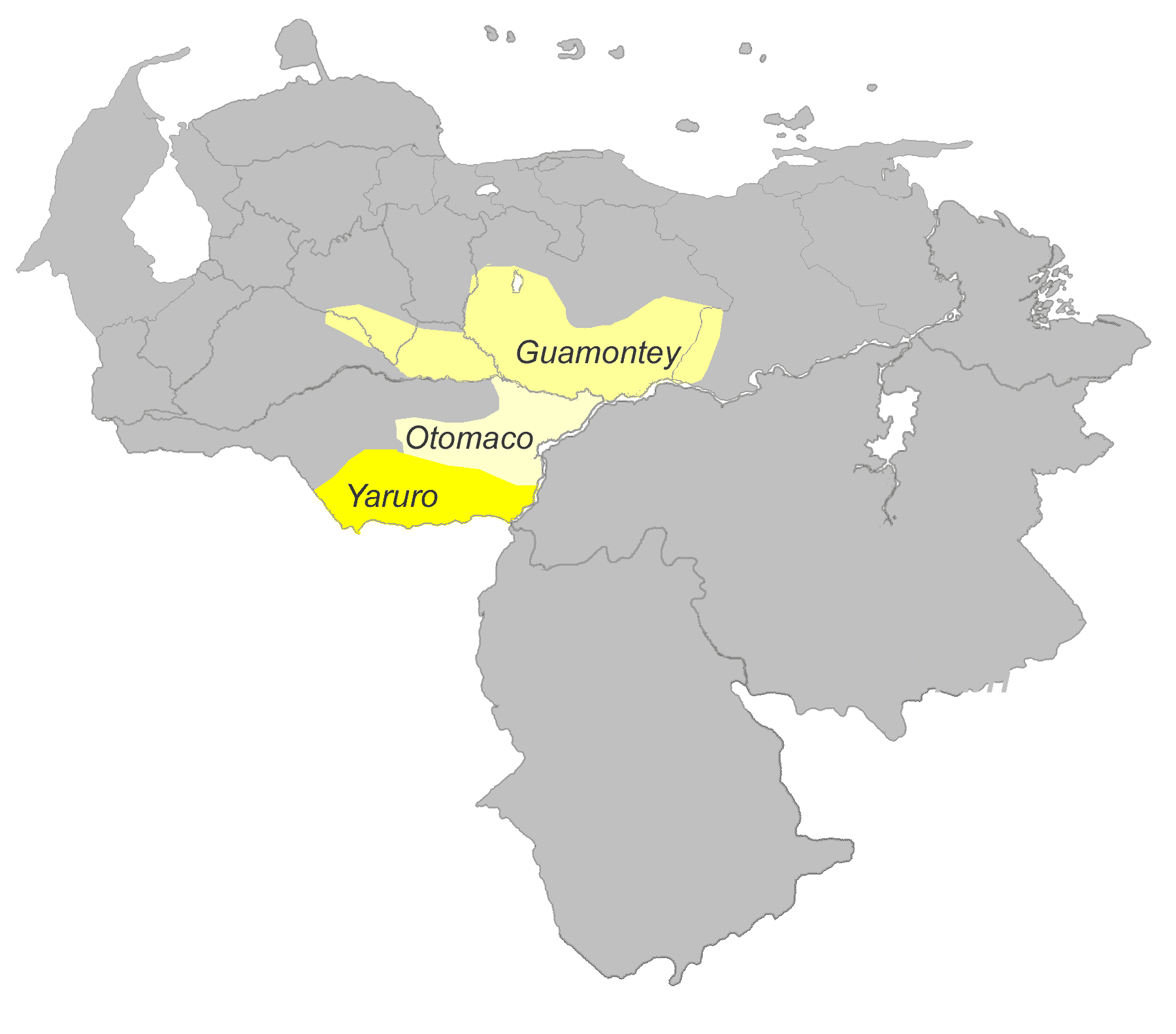
Localització de l'idioma otomaco.

L'otomaco és una llengua extingida ameríndia del grup de les llengües otomacoanes que s'havia parlat als Llanos de Veneçuela.

## Documentació
L’otomaco només es coneix a partir d’un manuscrit d’una llista de paraules escrit pel pare Gerónimo José de Luzena el desembre de 1788, que actualment es troba a la Biblioteca del Palau Reial de Madrid. La llista de paraules ha estat analitzada detalladament per Rosenblat (1936).